# کارلوس فیلیپه زمینس بلو
کارلوس فیلیپه زمینس بِلو (انگلیسی: Carlos Filipe Ximenes Belo؛ زادهٔ ۳ فوریهٔ ۱۹۴۸) یک اسقف کاتولیک تیمور شرقی است. در سال ۱۹۹۶ او همراه با خوزه راموس مفتخر به دریافت جایزه صلح نوبل برای کار «به سمت یک راه حل مسالمت‌آمیز برای مناقشه تیمور شرقی» شد.